# ليبالي شرات
ليبالي شرات هي ملكة آشورية وزوجة الملك الآشوري آشوربانيبال.
ليبالي شرات معروفة من مصادر مسمارية مختلفة حيث تذكر أنها تزوجت بموجبها من الحاكم اللاحق عندما كان لا يزال وليًا للعهد. تشير النصوص المسمارية إلى التوترات بين نساء البلاط خلال هذه الفترة.
يوجد للملكة تصويران ما زالا موجودين لليوم.